# BMW F52
F52 ist die werksinterne Bezeichnung einer Limousine der BMW-1er-Reihe.

## Geschichte
Das Fahrzeug wurde in China von BMW Brilliance Automotive gebaut und debütierte auf der Guangzhou Auto Show im November 2016. Im Februar 2017 kam die Limousine zu den chinesischen Händlern. Die Produktion endete im Juli 2023 nach rund 230.000 Fahrzeugen. Im Oktober 2024 wurde mit dem F74 eine Limousine vorgestellt, das in China auch als Nachfolgemodell des F52 gilt.
Im Gegensatz zum auch in Europa angebotenen hinterradangetriebenen Schrägheck-Modell F20 basiert der F52 wie die zweite Generation des X1 auf der BMW-UKL2-Plattform und wurde daher serienmäßig mit Vorderradantrieb angeboten. Ab Mitte 2018 wurde der F52 auch in Mexiko angeboten, dort wurden rund 1000 Exemplare verkauft.

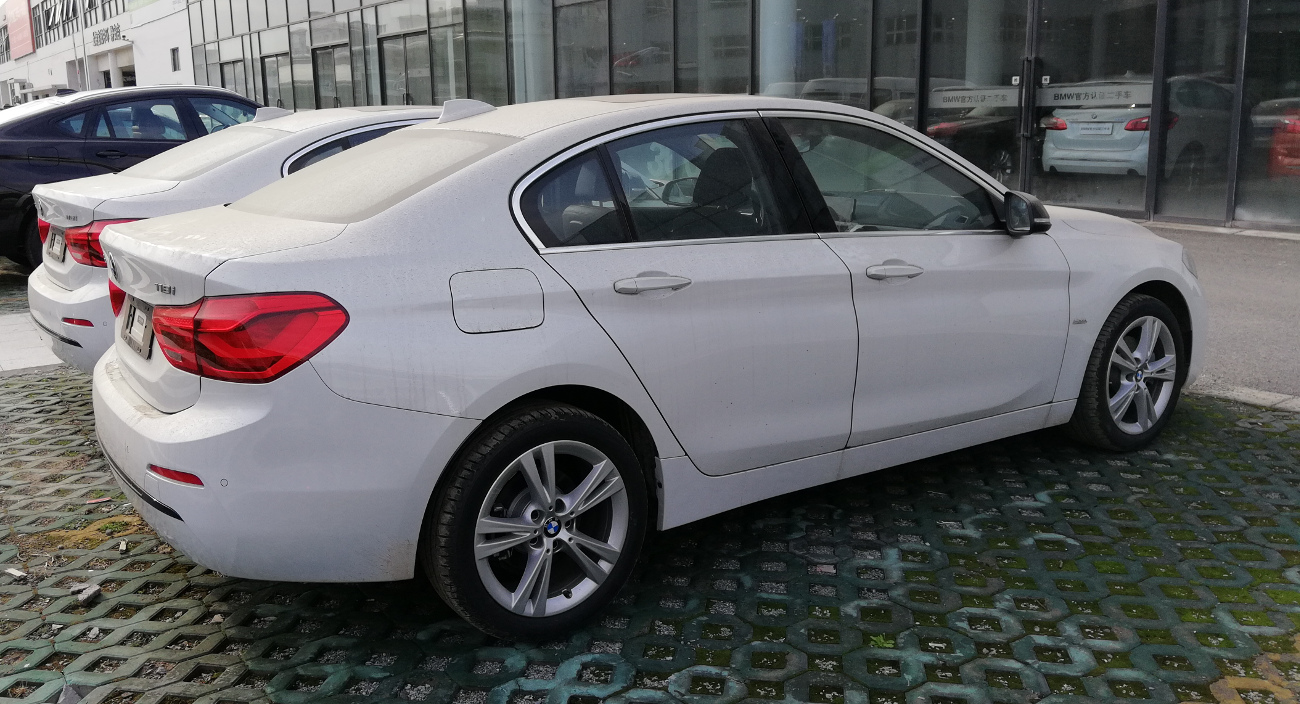
Seitenansicht
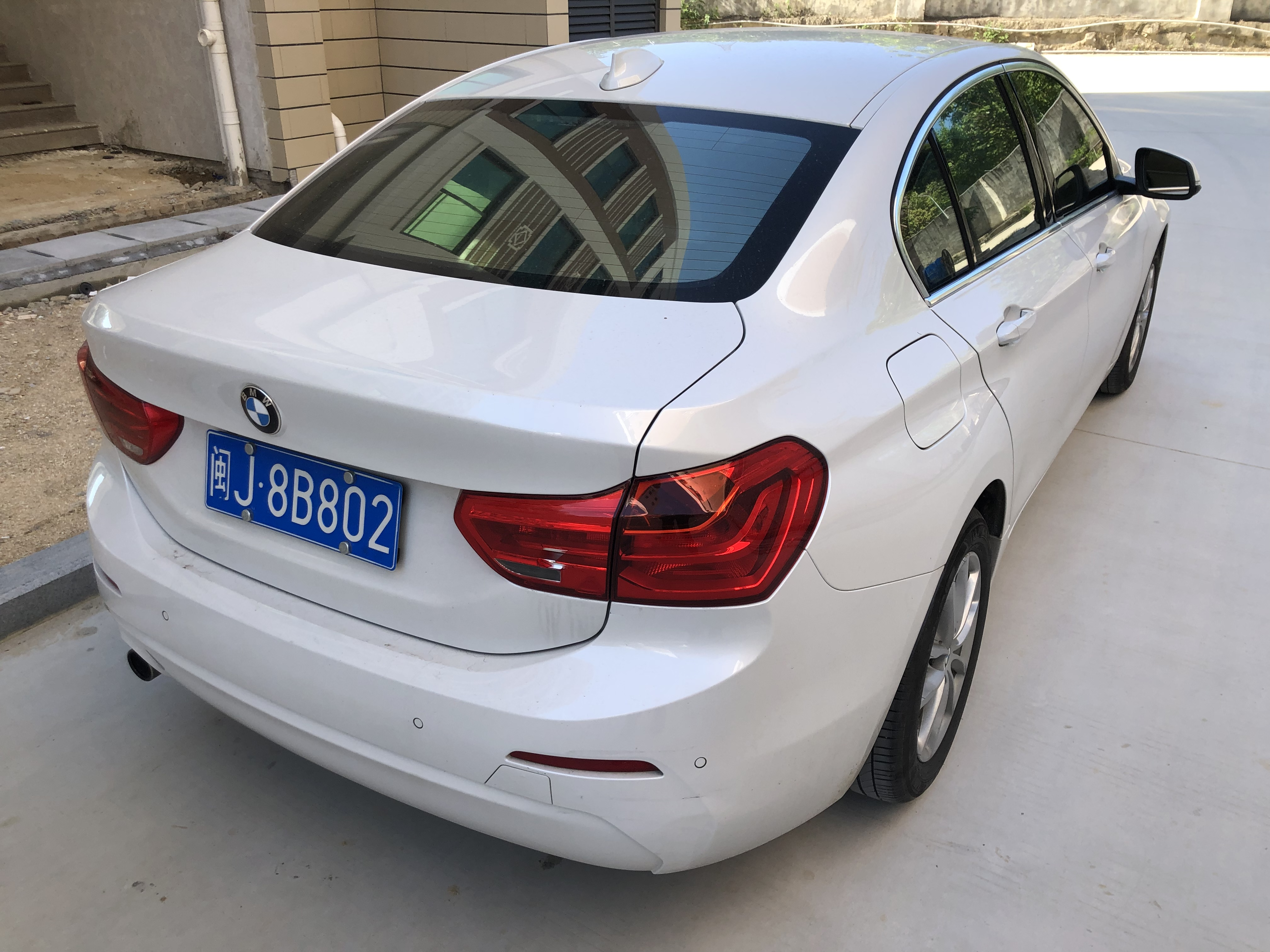
Heckansicht
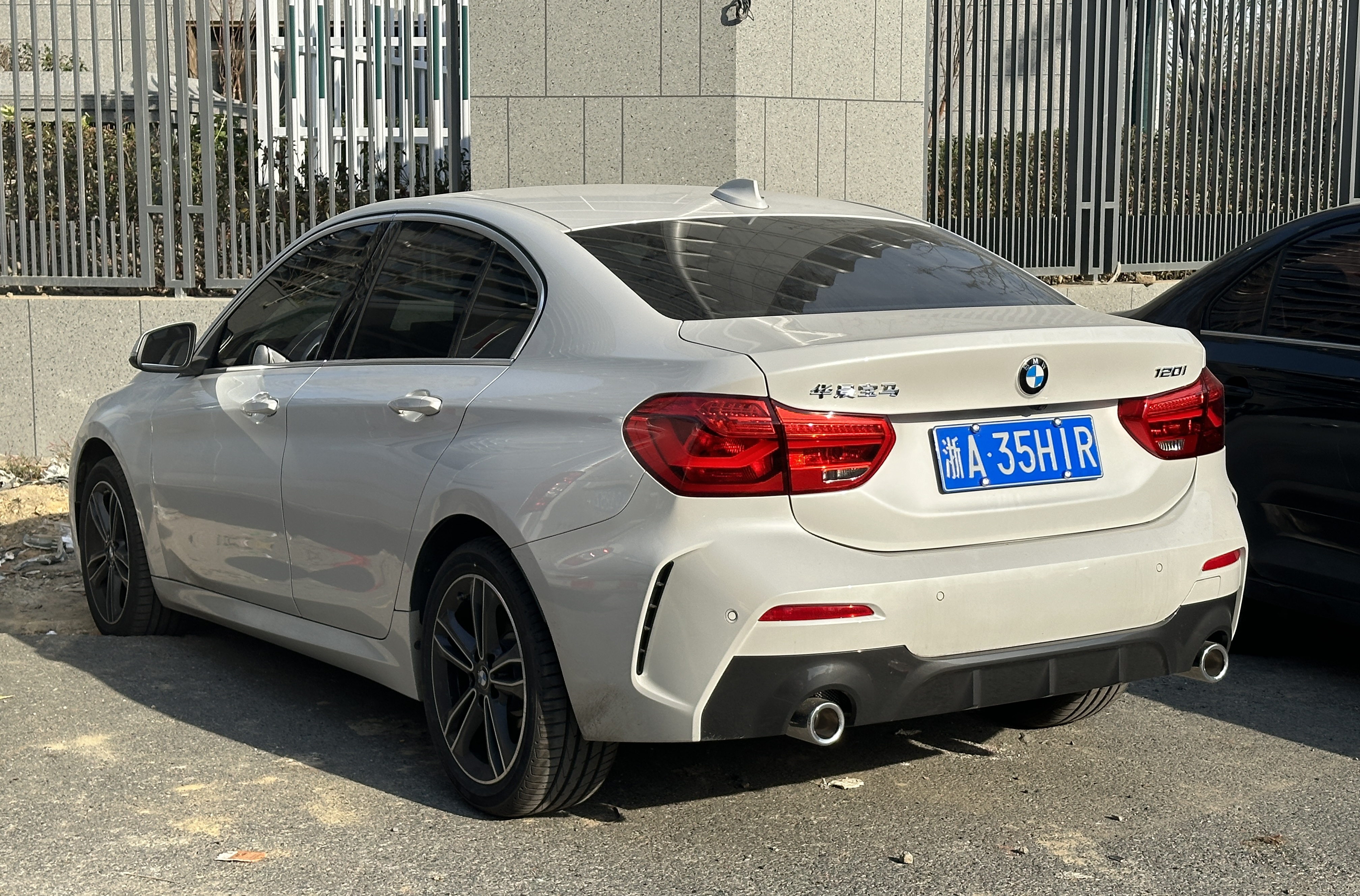
120i, Heckansicht

## Technische Daten
Für den chinesischen Markt werden nur Ottomotoren angeboten. Diese kommen auch im X1 oder dem 2er Active Tourer zum Einsatz.
|                                              | 118i                            | 120i                           | 120i                           | 120i                            | 125i                           | 125i                           | 125i                            |
| -------------------------------------------- | ------------------------------- | ------------------------------ | ------------------------------ | ------------------------------- | ------------------------------ | ------------------------------ | ------------------------------- |
| Bauzeit                                      | 02/2017–10/2019                 | 12/2022–07/2023                | 10/2019–12/2022                | 02/2017–10/2019                 | 12/2022–07/2023                | 10/2019–12/2022                | 02/2017–10/2019                 |
| Motorart                                     | Ottomotor                       | Ottomotor                      | Ottomotor                      | Ottomotor                       | Ottomotor                      | Ottomotor                      | Ottomotor                       |
| Motorbauart                                  | Dreizylinder-Reihenmotor        | Dreizylinder-Reihenmotor       | Dreizylinder-Reihenmotor       | Vierzylinder-Reihenmotor        | Vierzylinder-Reihenmotor       | Vierzylinder-Reihenmotor       | Vierzylinder-Reihenmotor        |
| Motoraufladung                               | Abgasturbolader                 | Abgasturbolader                | Abgasturbolader                | Abgasturbolader                 | Abgasturbolader                | Abgasturbolader                | Abgasturbolader                 |
| Gemischaufbereitung                          | Direkteinspritzung              | Direkteinspritzung             | Direkteinspritzung             | Direkteinspritzung              | Direkteinspritzung             | Direkteinspritzung             | Direkteinspritzung              |
| variable Ventilsteuerung                     | Valvetronic                     | Valvetronic                    | Valvetronic                    | Valvetronic                     | Valvetronic                    | Valvetronic                    | Valvetronic                     |
| Hubraum                                      | 1499 cm³                        | 1499 cm³                       | 1499 cm³                       | 1998 cm³                        | 1998 cm³                       | 1998 cm³                       | 1998 cm³                        |
| Motorcode                                    | B38A15M0                        | B38A15M0                       | B38A15M0                       | B48A20M0                        | B48A20M0                       | B48A20M0                       | B48A20O0                        |
| max. Leistung bei 1/min                      | 100 kW (136 PS)/ 4400–6000      | 100 kW (136 PS)/ 4500–6500     | 103 kW (140 PS)/ 4600–6500     | 141 kW (192 PS)/ 5000–6000      | 131 kW (178 PS)/ 4750–5500     | 141 kW (192 PS)/ 5000–6000     | 170 kW (231 PS)/ 4750–6000      |
| Drehmoment bei 1/min                         | 220 Nm/ 1250–4300               | 220 Nm/ 1500–4100              | 220 Nm/ 1480–4200              | 280 Nm/ 1250–4600               | 280 Nm/ 1350–4200              | 280 Nm/ 1350–4600              | 350 Nm/ 1250–4500               |
| Getriebe, serienmäßig                        | 6-Gang-Automatik mit Steptronic | 7-Gang-Doppelkupplungsgetriebe | 7-Gang-Doppelkupplungsgetriebe | 8-Gang-Automatik mit Steptronic | 7-Gang-Doppelkupplungsgetriebe | 7-Gang-Doppelkupplungsgetriebe | 8-Gang-Automatik mit Steptronic |
| Antrieb                                      | Vorderradantrieb                | Vorderradantrieb               | Vorderradantrieb               | Vorderradantrieb                | Vorderradantrieb               | Vorderradantrieb               | Vorderradantrieb                |
| Beschleunigung, 0–100 km/h in s              | 9,4                             | 9,4                            | 9,4                            | 7,5                             | 7,5                            | 7,5                            | 6,8                             |
| Höchstgeschwindigkeit                        | 212 km/h                        | 212 km/h                       | 212 km/h                       | 235 km/h                        | 231 km/h                       | 235 km/h                       | 250 km/h (1)                    |
| Kraftstoffverbrauch (kombiniert in l/100 km) | 5,5                             | 6,5                            | 5,4                            | 6,2                             | 6,5                            | 5,8                            | 6,4                             |
| Tankinhalt                                   | 50 l                            | 50 l                           | 50 l                           | 50 l                            | 50 l                           | 50 l                           | 50 l                            |

## Verkaufszahlen
| Jahr | China  | Mexiko |
| ---- | ------ | ------ |
| 2017 | 34.774 | —      |
| 2018 | 40.213 | —      |
| 2019 | 43.705 | —      |
| 2020 | 39.335 | 895    |
| 2021 | 36.350 | 165    |
| 2022 | 24.913 | —      |